# Johann Georg Halske
Johann Georg Halske (* 30. Juli 1814 in Hamburg; † 18. März 1890 in Berlin) war ein deutscher Unternehmer.

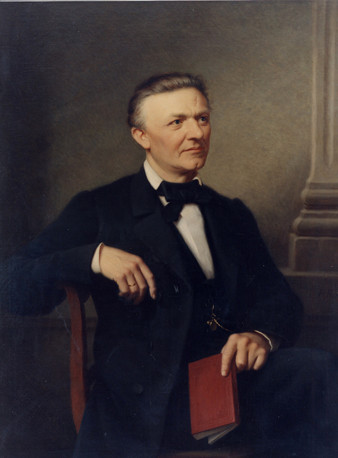
Johann Georg Halske

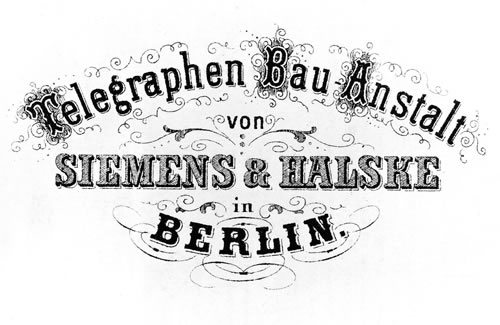
Firmenzeichen (1856)

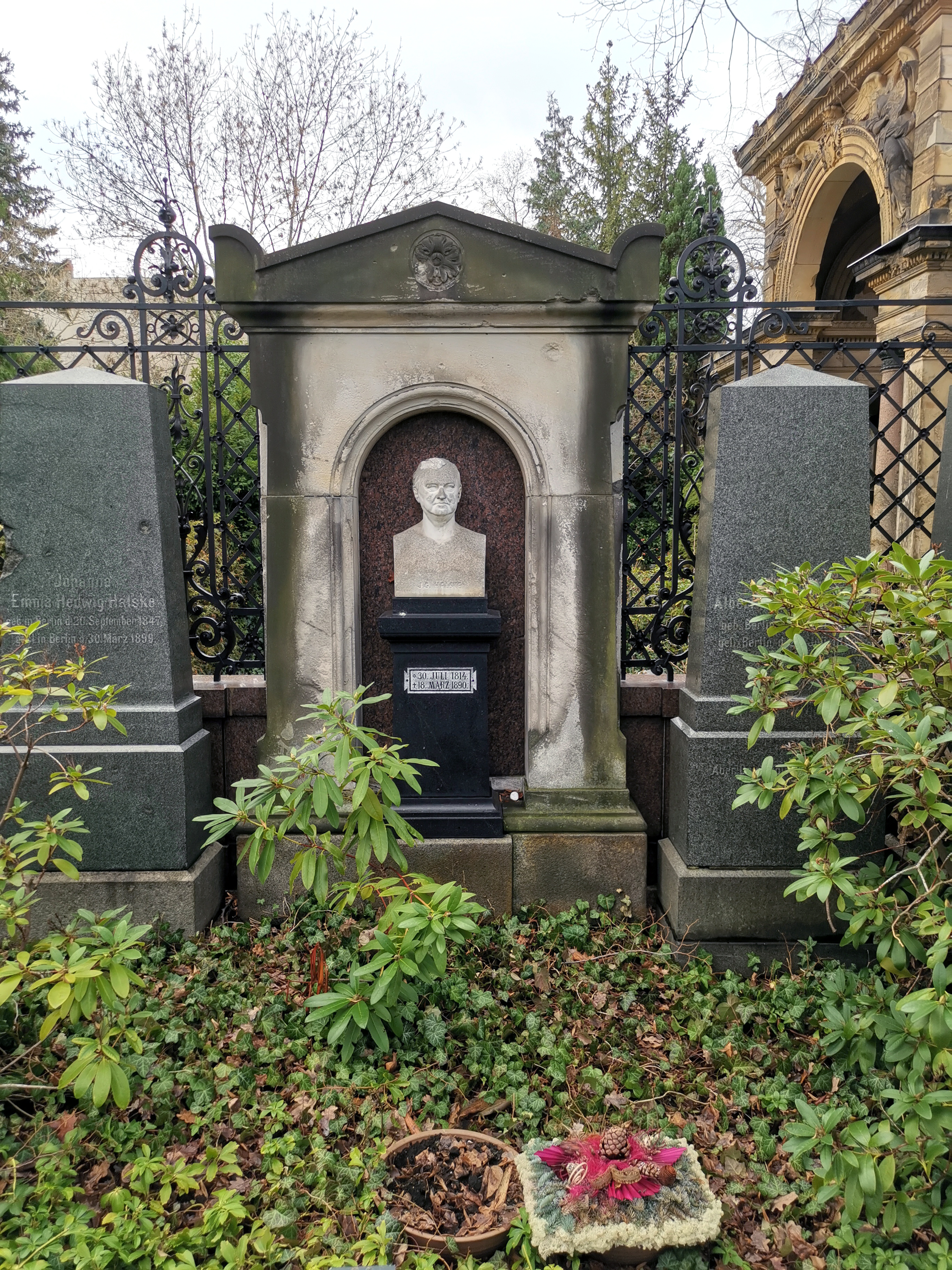
Grab auf dem Friedhof II der Dreifaltigkeitsgemeinde an der Bergmannstraße in Berlin-Kreuzberg

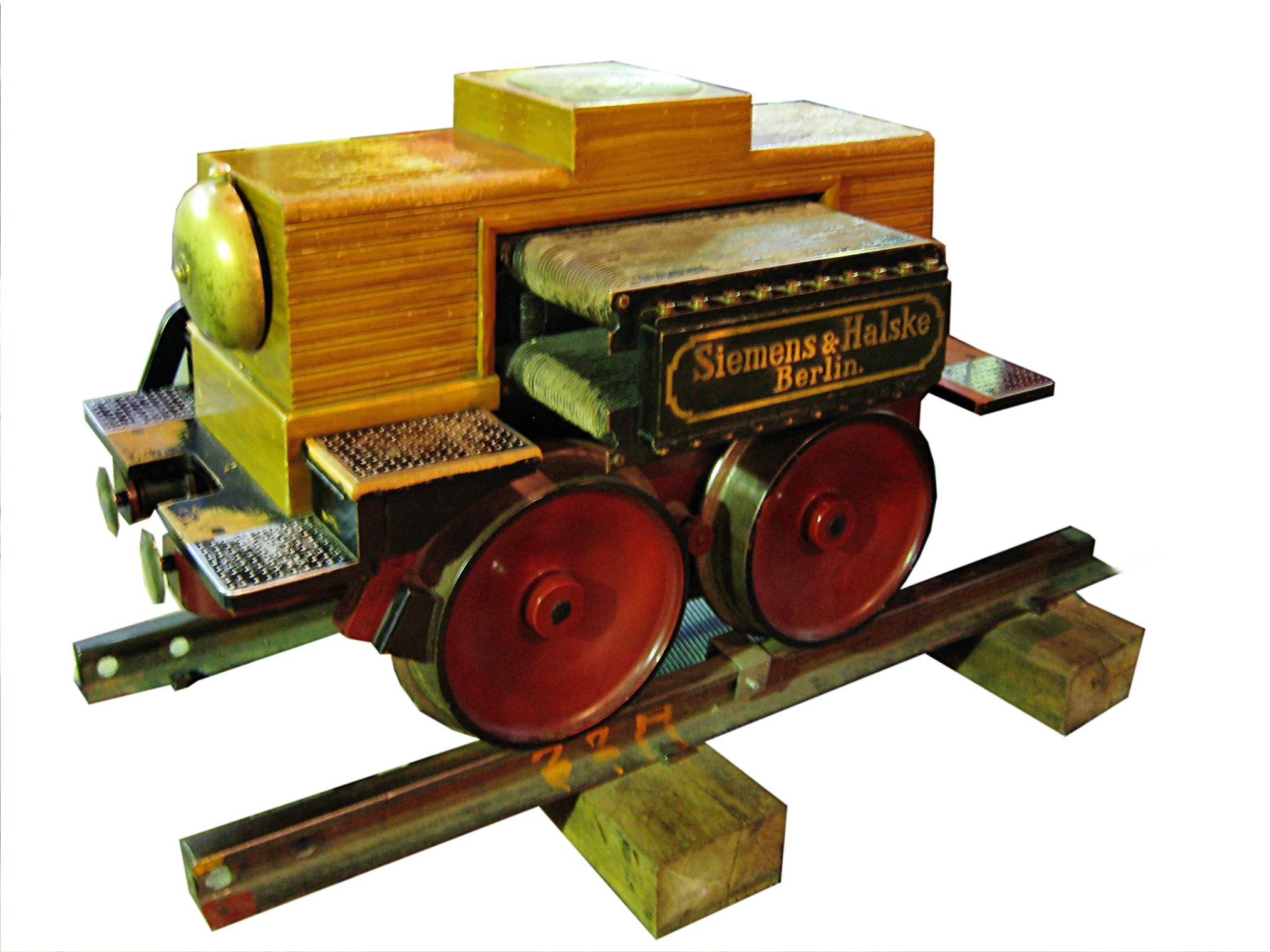
Elektrische Zugmaschine von Siemens-Halske

Halske war Sohn des Zuckermaklers und ehrenamtlichen Stadtrats Johann Heinrich Halske. Von 1825 bis 1828 war er Schüler am Berliner Gymnasium zum Grauen Kloster.
1828 verließ er die Schule, ging für kurze Zeit beim Berliner Maschinenbauer Schneggenburger in der Ritterstraße 37 in die Lehre und wechselte dann in die Werkstatt des Präzisionsmechanikers Wilhelm Hirschmann. Nach der Lehrzeit arbeitete er in verschiedenen Betrieben der Feinmechanik, zuletzt bei dem bekannten Hamburger Mechaniker Repsold.
1843 kehrte er nach Berlin zurück und gründete dort 1844 zusammen mit dem Mechaniker Friedrich M. Boetticher in der Karlstraße eine Werkstatt für den Bau von chemischen und mechanischen Apparaten. Für den Physiologen Emil Heinrich du Bois-Reymond entwickelte und baute er elektromedizinische Geräte wie Schlitten-Induktoren.
Im Mitgliederverzeichnis der 1845 gegründeten Physikalischen Gesellschaft von Berlin, der späteren Deutschen Physikalischen Gesellschaft, findet sich der Name des Mechanikers J. G. Halske neben bekannten Namen wie Hermann Helmholtz, Emil H. du Bois-Reymond, Rudolf Virchow und Werner Siemens. Halske und Siemens lernten sich möglicherweise bei den Sitzungen und Kolloquien der Gesellschaft im Haus des Physikers Heinrich Gustav Magnus, dem Magnus-Haus am Kupfergraben, kennen (das 2001 von der Siemens AG übernommen und der Deutschen Physikalischen Gesellschaft wieder zur Verfügung gestellt wurde).
1846 stellte sich Siemens mit seinem Zeigertelegrafen bei Halske & Boetticher vor. Halske löste sich im folgenden Jahr von seinem Compagnon und widmete sich ganz dem Bau der Siemens-Telegrafen. Am 12. Oktober 1847 gründete er zusammen mit Werner Siemens die Telegraphen-Bauanstalt von Siemens & Halske in Berlin. Zwanzig Jahre lang leitete er die innere Organisation der Berliner Fabrik.
Die internationale Expansion des Unternehmens durch die Filialen in St. Petersburg und London sowie die Annahme finanziell riskanter Großaufträge bei der Verlegung von Telegrafenkabeln bereiteten ihm Sorge. Zudem widersprach seine traditionelle Werkstattorganisation einer betriebswirtschaftlichen Optimierung der Produktion durch billigere und arbeitsteilige Methoden, was zu Spannungen mit dem Londoner Geschäft führte. 1867 zog sich Halske auf Grund von Meinungsverschiedenheiten mit den Siemens-Brüdern aus der Firma zurück und widmete sich als Stadtrat von Berlin der Verwaltung der Stadt und dem Aufbau des Kunstgewerbemuseums (1867 wurde er in dessen Vorstand und 1881 als dessen zweiter stellvertretender Vorsitzender gewählt). Mit Werner von Siemens blieb Halske bis zu seinem Tod freundschaftlich verbunden.
Johann Georg Halske engagierte sich auch nach seinem Ausscheiden für das von ihm mitbegründete Unternehmen, so zum Beispiel durch seine finanzielle Beteiligung an der 1872 gegründeten Siemens-Pensionskasse.
Halske hatte 1846 Henriette Friederike Schmidt geheiratet. Aus dieser Ehe gingen zwei Söhne und zwei Töchter hervor. Johann Georg Halske wurde im Erbbegräbnis der Familie auf dem Dreifaltigkeitskirchhof II im Feld M,G3 beigesetzt. Sein Grabstein mit einem Bildnis-Medaillon von Julius Moser hat sich erhalten.